# William Russell (8e duc de Bedford)
Pour les articles homonymes, voir William Russell et Russell.

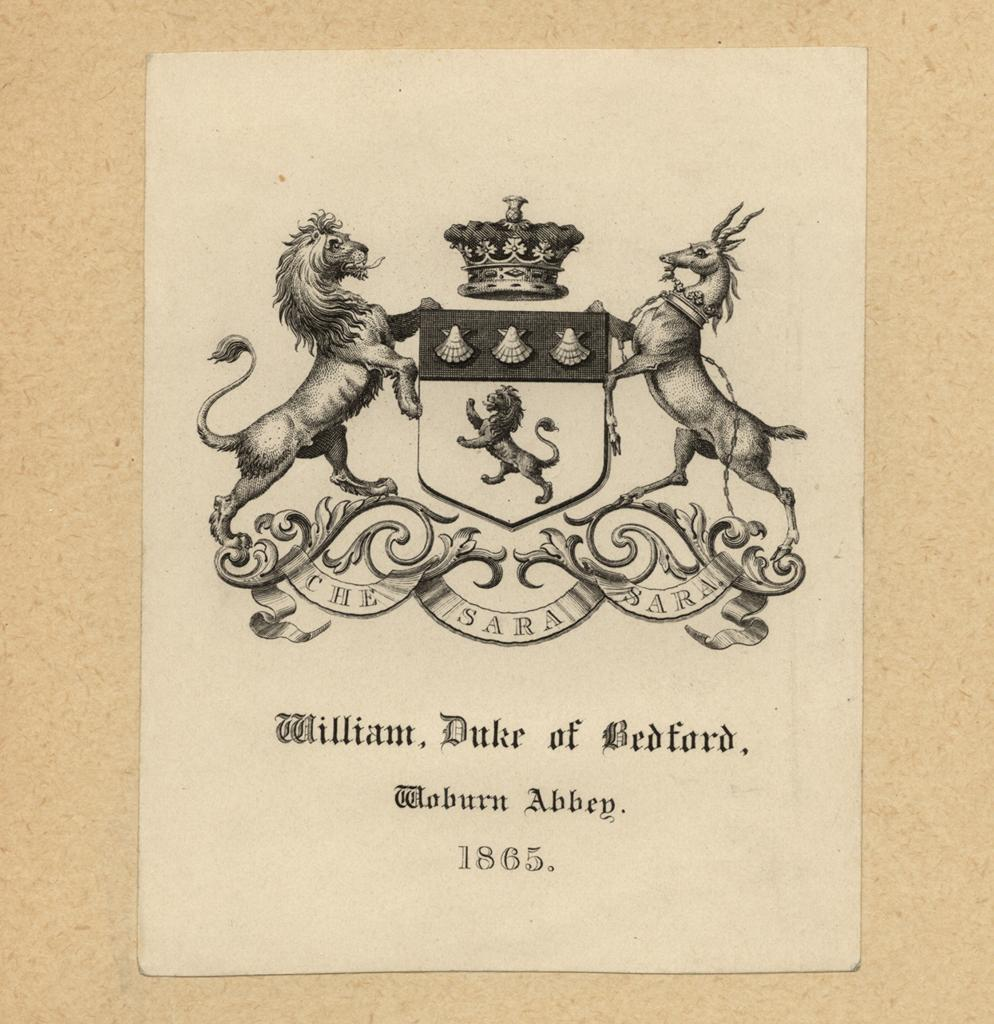
Bookplate de William Russell, Duc de Bedford

William Russell, 8e duc de Bedford, 1er juillet 1809  et mort le 27 mai 1872 à Londres, est un homme politique Whig. Il est le fils de Francis Russell et de son épouse Anne-Marie Stanhope.

## Biographie
Russell fait ses études au Collège d'Eton et de Christ Church, à Oxford et est député pour Tavistock (qui a été représenté par les membres de la famille Russell par intermittence depuis 1640) de 1832 à 1841.
Il meurt en 1872, à 62 ans, célibataire et sans enfant, et est enterré dans la Chapelle Bedford à l'Église Saint-michel, Chenies, dans le Buckinghamshire. Ses titres passent à son cousin, Francis Russell.